# Ísvara
Ísvara (szanszkrit: ईश्वर) jelentése igen tág a hinduizmuson belül. Az ókori indiai szövegekben Ísvara a Legfelsőbb Lélek, a király stb., a középkor szövegeiben a Legfelsőbb Lényt vagy Istent jelent.
A Védákban az ísvara szó az uralkodó hatalmát jelöli, ezért isteni hatalom, következésképpen a halhatatlanság urának tekintett purusa címe.
Ísvara Brahman ősokának legfelsőbb egyéniesült része a már tudatában is egy, a legmagasabban fejlett Én - ezt az állapotot nevezzük Istennek, szanszkritül Isvarának. A Bhagaván kifejezés szinonimája.
Az Ísávászjá-upanisad első mantrája az Ísa szóval kezdődik, ezért Ísá-upanisadnak is nevezik. Aki irányít és igazgat, azt hívják Ísá-nak. Lévén mindennek irányítója és kormányzója, ezt a minden teremtményben benne rejlő, legfőbb erőt Ísvará-nak (Istennek) is nevezik. Ez a legfőbb erő lakozik minden élőlény szívében (Paramátma), és minden élőlény ebben az egy Istenben létezik.
Az indiai gondolkodás Ísvara megnyilvánulását hármasságnak látja, amelynek oka azonban egy. Így az isteni hármasság (trimúrti) elkülönülése:
- Brahma, a teremtő
- Visnu, a fenntartó
- Siva, a pusztító és egyben megújító.

A saivizmusban Isvara szinonimája egyet jelent Sivával, míg a vaisnavizmusban Visnuval, vagy valamelyik avatárával, a modern kori hindu mozgalmakban az egy Isten, a Krisna-tudatú irányzatban az Istenség Legfelsőbb Személyisége, a Legfelsőbb Úr, vagyis Srí Krisna.
Sankara és követői (a teopanteisták) szerint az abszolút Brahman azonos az ember belső, isteni lényegével, az átmannal is. Sankara azonosította Brahmant Ísvarával; az advaita védantában Ísvara maga a megnyilvánuló jelenségvilággal viszonyban álló Brahman. Mivel személyes Isten, (az, ahogyan Isten személyessé válik az egyén számára) így a bhakti (odaadó tisztelet) tárgya.
A hinduizmus alapján a jelen világkorszakban eddig több isteni avatára (megtestesülés) látogatott a földre, amelyek közül Krisna volt az egyik. A Bhagavad-Gítában  Visnu megtestesülése jelenik meg a legfőbb istenként Krisna formájában. A Gítá újra és újra kimondja, hogy Krisna mint Isten azonos a Brahmannal és az Átmannal. Ísvara (Isten, Legfelsőbb Lélek) a legmagasabb szintű átman, ezért nevezhetjük szanszkritül Param-Átmannak (Legfelsőbb átman/lélek, परमात्मा) is. 
Így hangzik el az, hogy aki megismerte a Brahmant (brahmavid), az a Brahmanban lakozik (vagy »megállapodott benne« – brahmani szthitah), értelme (buddhi) szilárd, tudatlansága megszűnt”. Krisna azonosítja magát a Brahmannal és az Átmannal. „Aki felismer engem mint az áldozat és a vezeklés elfogadóját, minden világ legfőbb Urát, minden teremtmény jó barátját, eléri a békességet.” Itt bizonyos, hogy a Brahman, az Átman és a Legfőbb Úr egy és ugyanaz. Ez három név, mely különböző nézőpontokból ugyanarra az egyetlen valóságra vonatkozik. A  Gítá minden kétséget kizáróan leszögezi, hogy amit az Upanisadokban mint Átmant, Brahmant ismerünk, az a Purusa, a személyes Isten.
Ísvara (vagy Trimúrti, Dattatréja) a teremtés, fenntartás, pusztítás és megújítás egységében a tettek összes lehető változatát jelképezi. 
Ísvara eredete a Brahmanból csak annyiban különbözik az ember hasonló származásából (jelenlegi fejlődési szintjét leszámítva), hogy Isvara a négy cselekvéstípust egyszerre, egyöntetű és egyszintű minőségben integrálja, míg az ember csak fejlődésének utolsó szakaszában lesz majd képes erre.